# Kaarlo Mäkinen
Kaarlo Edvin Mäkinen (14. května 1892, Mariehamn – 11. května 1980, Turku) byl finský zápasník, věnoval se oběma stylům.
Třikrát startoval na olympijských hrách ve volném stylu a vybojoval dva cenné kovy. V roce 1924 na hrách v Paříži vybojoval stříbrnou medaili v bantamové váze. O čtyři roky později na hrách v Amsterdamu vybojoval ve stejné kategorii zlato. Startoval také v roce 1920 na hrách v Antverpách, kde v pérové váze vypadl v prvním kole.
V roce 1921 vybojoval stříbro a v roce 1922 bronz na mistrovství světa. Čtyřikrát vybojoval titul finského šampiona, v letech 1921 a 1923 v řecko-římském a v letech 1923 a 1928 ve volném stylu.